# Mercedes-Benz W166
Mercedes-Benz W166 — третє покоління SUV Mercedes-Benz ML-Класу, що виготовляється компанією Mercedes-Benz. З 2015 року називається Mercedes-Benz GLE-Клас.

## Опис

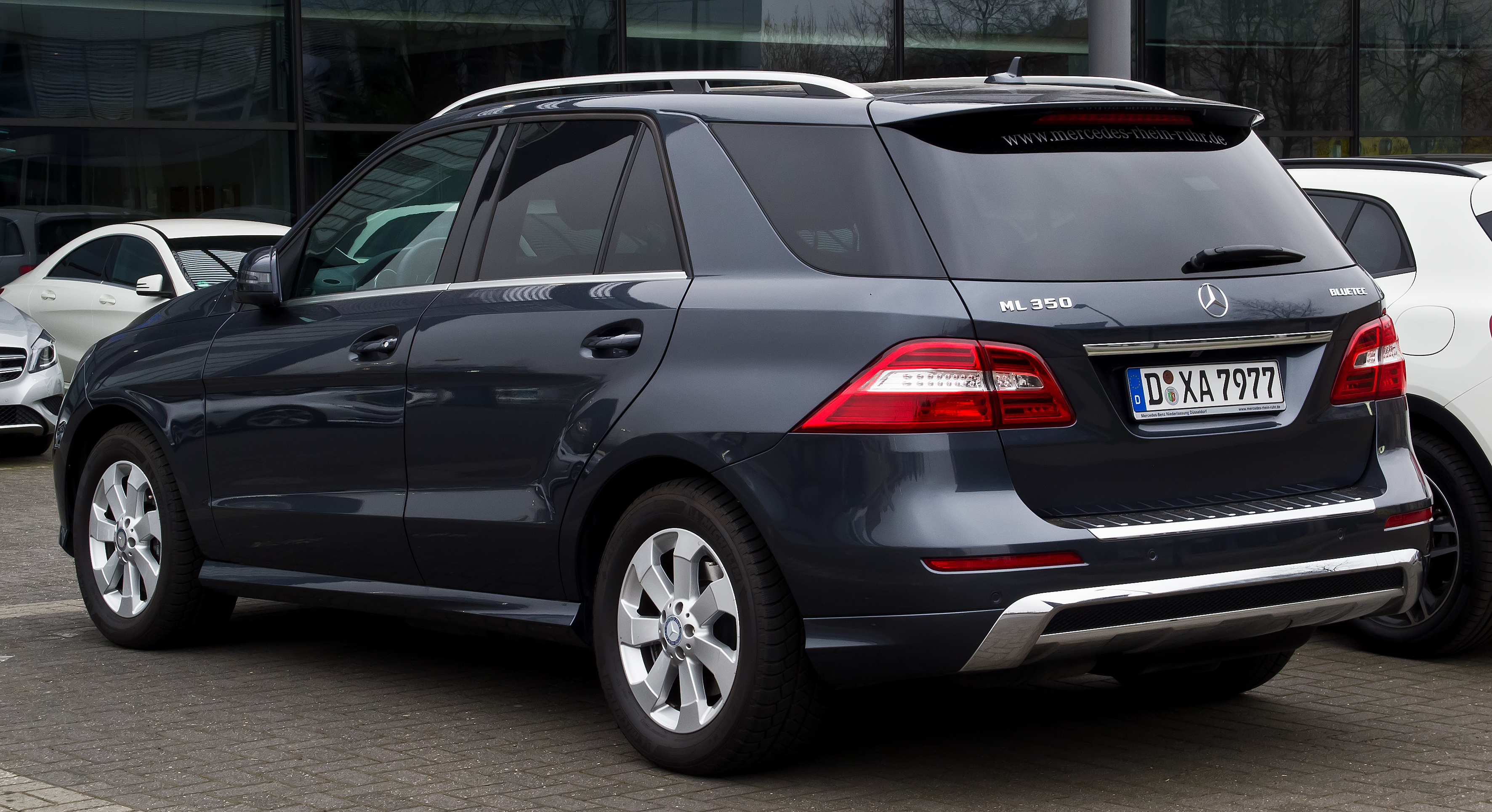
Mercedes-Benz ML 350 BlueTEC 4MATIC (W 166)

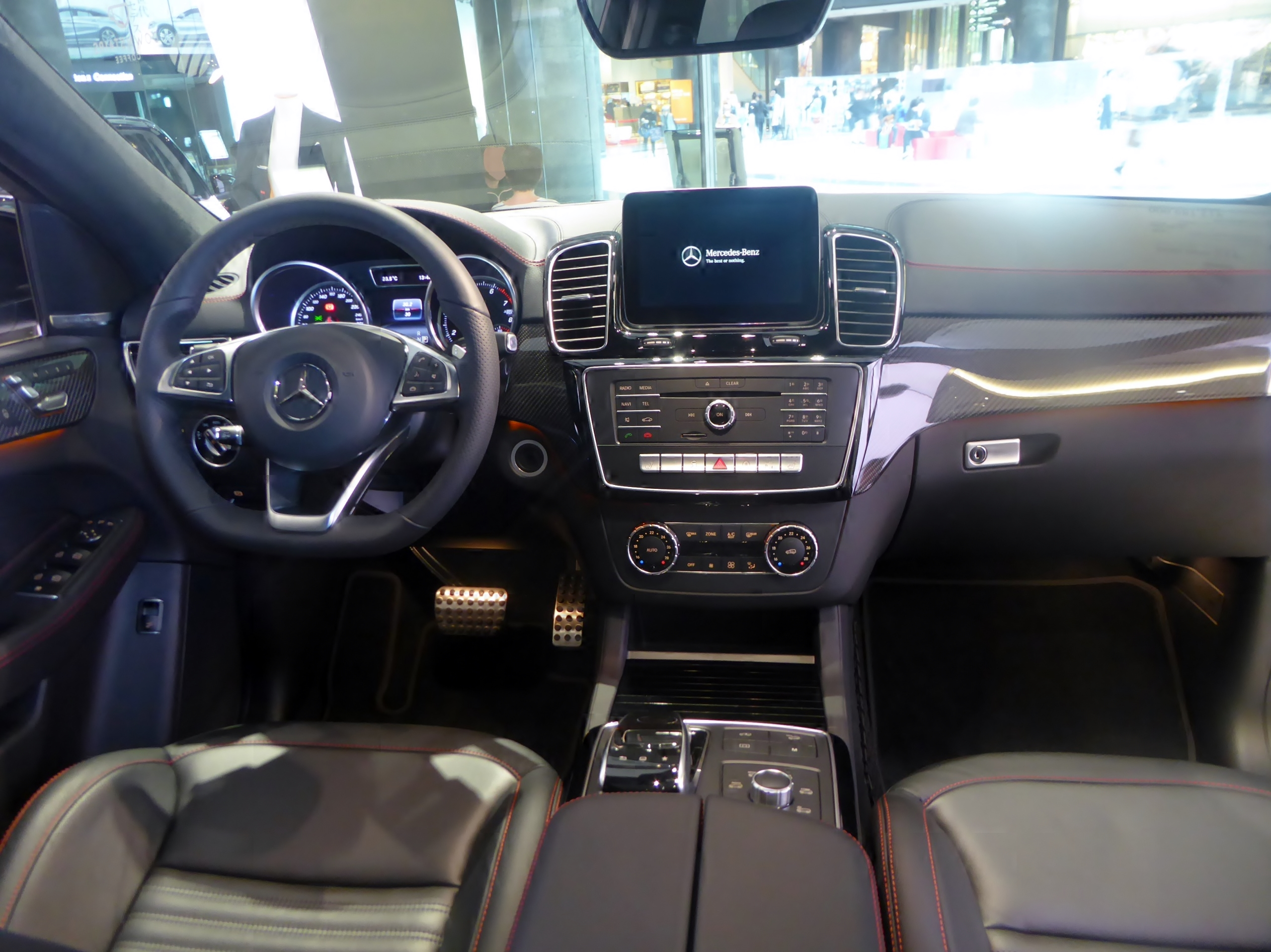
Салон Mercedes-Benz ML 350 BlueTEC 4MATIC (W 166)

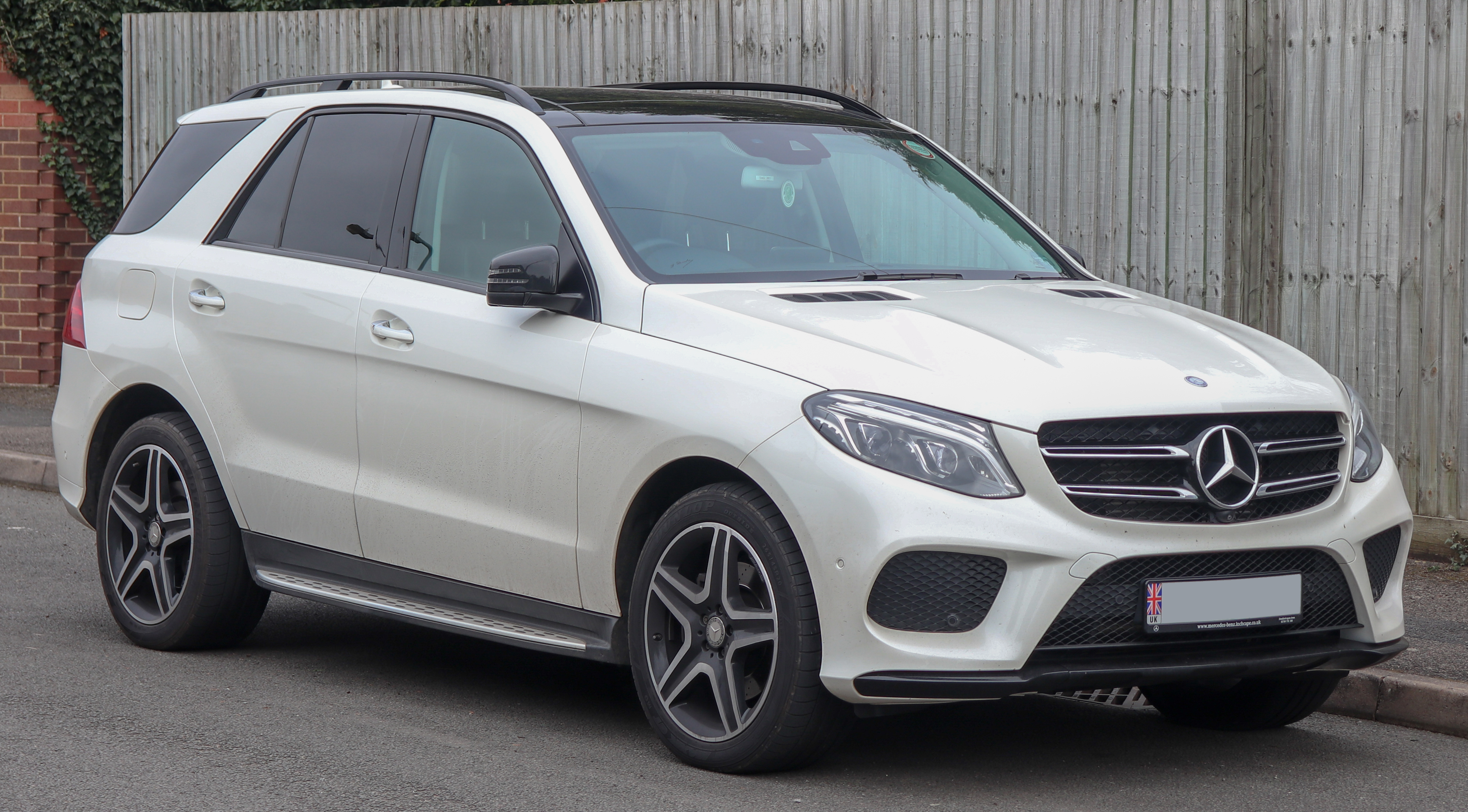
Mercedes-Benz GLE 350 4MATIC (W 166)

8 червня 2011 року в Штутгарті був представлений кросовер Mercedes-Benz ML (код кузова W166), світова прем'єра, а також європейський старт продажів відбулись восени 2011 року (Франкфуртський автосалон). Виробництво W166 здійснюється, як і раніше, на заводі Mercedes-Benz в Таськалуса (штат Алабама), США. Інженери концерну Daimler AG виконали великий обсяг робіт щодо зменшення витрат палива (в середньому на 25% нижче, ніж у попередньої моделі), оснастили автомобіль останніми версіями семиступінчастої АКПП 7G-Tronic Plus і системою постійно повного приводу 4Matic, пневмопідвіскою AIRMATIC і оновленою системою Adaptive Damping System (для зміни налаштувань амортизаторів), інтегрували останні технології безпеки і модернізували зовнішній і внутрішній вигляд відповідно до нових віянь в автомобільному дизайні.
У листопаді 2011 року була представлена високопродуктивна модифікація від підрозділу Mercedes-AMG - ML63 AMG. Потужність встановленого на ньому бензинового бітурбований силового агрегату становила 525 кінських сил.
Після модернізації в 2015 році модель отримала назву Mercedes-Benz GLE і з'явилася версія купе GLE Coupe. Зміни торкнули передню оптику і задні ліхтарі. Модернізації піддався і салон автомобіля, де встановили панельну прилад, схожу з тією, що використовується на останньому поколінні GLS-класу. Крім невеликої модернізації зовнішності і інтер'єру автомобіля зміни піддався і модельний ряд двигунів. Так, вперше в даній серії, була представлена модель GLE 500 e з гібридною силовою установкою (бензиновий ДВЗ + електромотор; сумарна потужність 442 к.с.). Крім того, була підвищена віддача AMG моделей.

### Двигуни
| Модель                | Роки виробництва | Код двигуна: Циліндри ГРМ | Об'єм    | Потужність                             | Крутний момент             | Система живлення            |
| --------------------- | ---------------- | ------------------------- | -------- | -------------------------------------- | -------------------------- | --------------------------- |
| ML 250 BlueTEC 4MATIC | 11/2011-         | OM651: Р4 DOHC            | 2143 см³ | 204 к.с. (150 кВт) при 4200 об/хв      | 500 Нм при 1600–1800 об/хв | Common rail                 |
| ML 350 BlueTEC 4MATIC | 11/2011-         | OM642: V6 DOHC            | 2987 см³ | 258 к.с. (190 кВт) при 3600 об/хв      | 620 Нм при 1600–2400 об/хв | Common rail                 |
| ML 300 4MATIC         | 02/2012-         | M276: V6 DOHC             | 3498 см³ | 252 к.с. (185 кВт) при 6500 об/хв      | 340 Нм при 3500–5250 об/хв | пряме вприскування          |
| ML 350 4MATIC         | 11/2011-12/2014  | M276: V6 DOHC             | 3498 см³ | 306 к.с. (225 кВт) при 6500 об/хв      | 370 Нм при 3500–5250 об/хв | пряме вприскування          |
| ML 400 4MATIC         | 01/2015          | M276: V6 DOHC             | 2996 см³ | 333 к.с. (245 кВт) при 5250-6000 об/хв | 480 Нм при 1600–4000 об/хв | пряме вприскування, бітурбо |
| ML 500 4MATIC         | 02/2012-         | M278: V8 DOHC             | 4663 см³ | 408 к.с. (300 кВт) при 5250 об/хв      | 600 Нм при 1600–4750 об/хв | пряме вприскування, бітурбо |
| ML 63 AMG             | 02/2012-         | M157: V8 DOHC             | 5461 см³ | 557 к.с. (410 кВт) при 5260-5750 об/хв | 760 Нм при 2000–5000 об/хв | пряме вприскування, бітурбо |

### 63 AMG

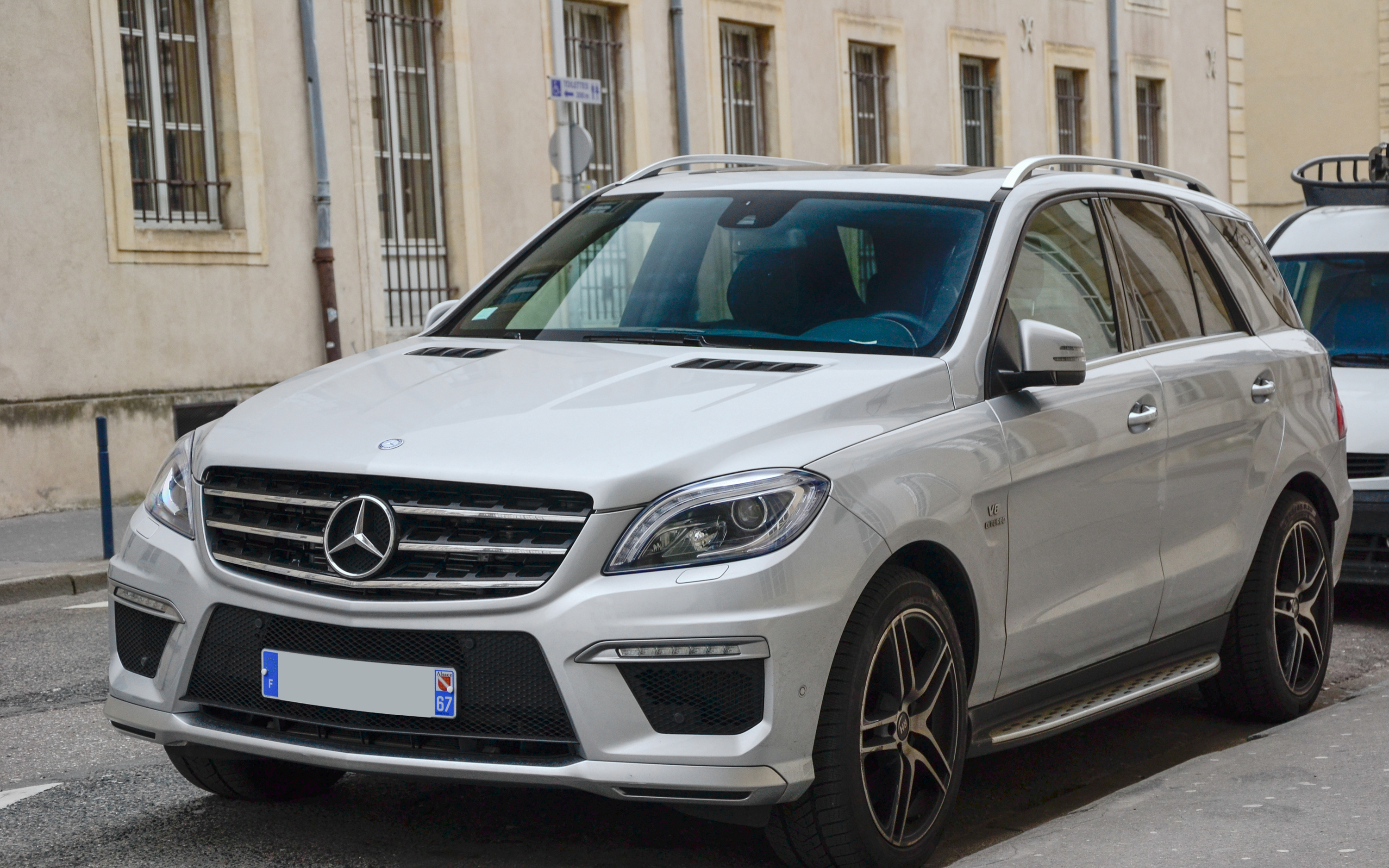
Mercedes-Benz ML63 AMG

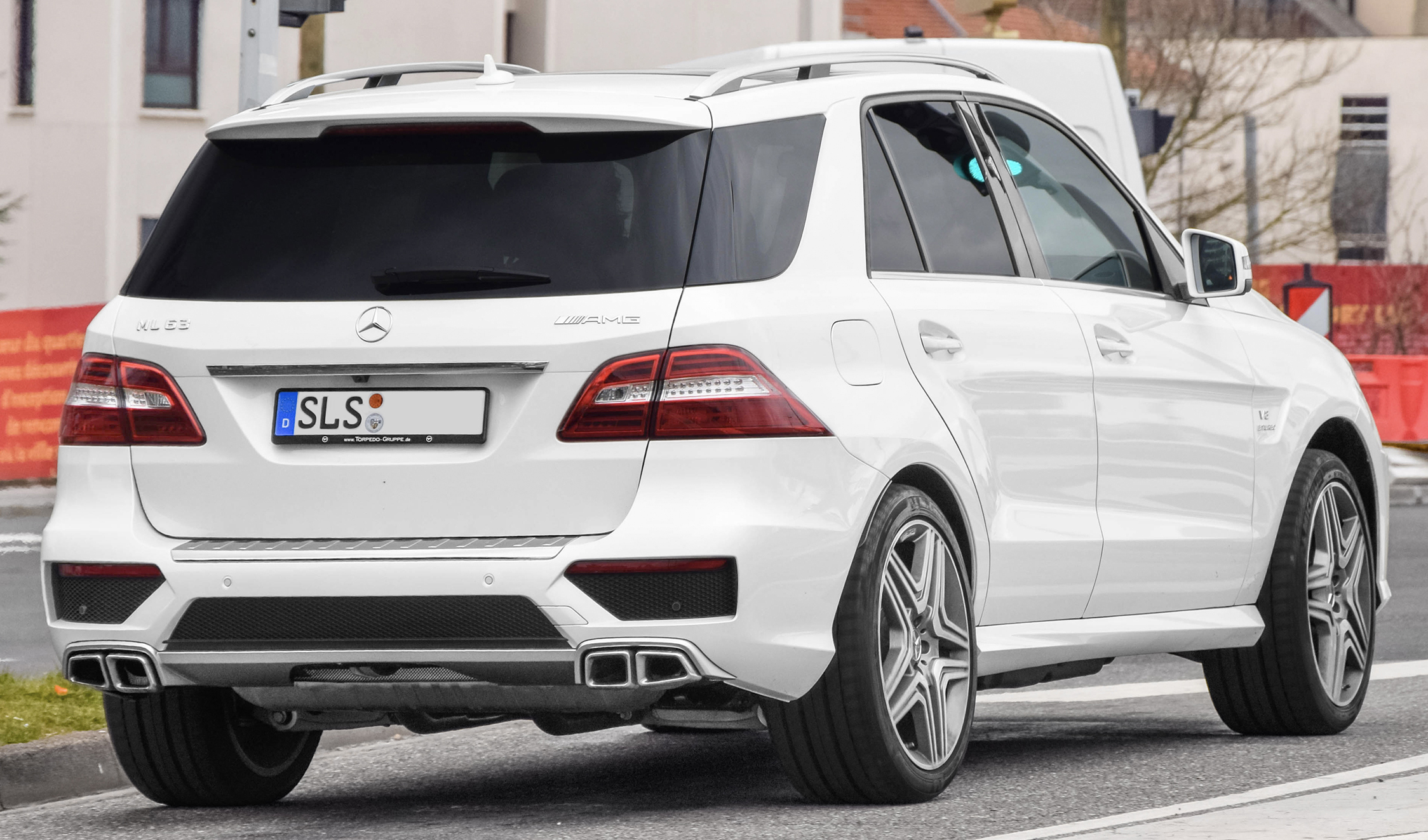
Mercedes-Benz ML63 AMG

У порівнянні зі звичайною версією ML-класу автомобіль став нижчим на 8 мм (1788 мм), а от маса в порівнянні з ML 63 AMG попереднього покоління (W164), збільшилася на 35 кг (до 2345 кг). Новий двигун V8 серії M157 робочим об'ємом 5461 см³ з алюмінієвим блоком, двома турбокомпресорами і системою безпосереднього вприскування палива видає 525 к.с. і 700 Нм (V8 6.2 у попередника розвивав 510 к.с. і 630 Нм відповідно). Час розгону від 0 до 100 км/год зменшився на 0,2 с (до 4,8 с), а максимальна швидкість залишилася колишньою - 250 км/год (обмежена електронікою). Витрата палива в змішаному циклі знизилася з 16,5 л/100 км до 14,7 л. І ще творці роблять акцент на ходовій частині, точніше, на системі Active Curve System, якій на попереднику не було. Це технологія запобігання кренів кузова в режимі реального часу завдяки активним стабілізаторам поперечної стійкості з гідрозамками спереду і ззаду. Крім цього інженери відділення AMG перенастроїли еластокінематику підвісок і програму управління пневмоподвіски. На відміну від Мерседеса M-Класу останнього покоління ML 63 AMG отримав новий електромеханічний підсилювач керма замість електричного. У продаж на північноамериканському ринку автомобіль надійшов в першому кварталі 2012 року.